# Список лучших альбомов США 1996 года (Billboard)

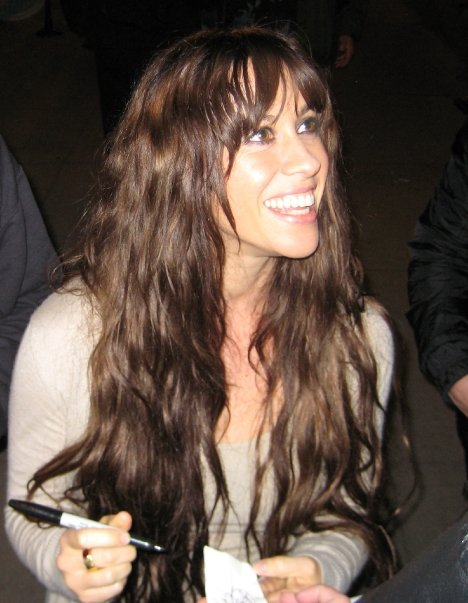
Альбом «Jagged Little Pill» канадской певицы Аланис Мориссетт стал самым успешным в 1996 году в США.

Список лучших альбомов США 1996 года (Billboard Year End Charts) — итоговый список наиболее популярных альбомов журнала Billboard по данным продаж за 1996 год.

## История
Лучшим альбомом года стал Jagged Little Pill — третий студийный и первый интернациональный альбом канадской певицы Аланис Мориссетт. Альбом считается прорывом Мориссетт (в течение 12 недель он возглавлял чарт Billboard 200), он стал самым продаваемым диском 1996 года и одним из самых продаваемых альбомов в истории музыки. С диска было выпущено несколько популярных синглов: «You Oughta Know», «Ironic», «You Learn», «Hand in My Pocket», «Head over Feet» и «All I Really Want». К концу 2009 года было зафиксировано 33 млн проданных копий по всему миру, из них 14.668.000 копий, проданных в США. В 2003 году журнал Rolling Stone включил его в список «500 лучших альбомов всех времен». Журнал Billboard назвал Jagged Little Pill «Альбомом десятилетия» (1990-х). Журнал Entertainment Weekly назвал Jagged Little Pill одним из 100 лучших альбомов последних 25 лет.
Альбому принадлежит рекорд среди певиц по числу недель (72), проведённых в top-10 американского чарта Billboard 200.
| Место | Альбом                                   | Исполнитель           | Примечания            |
| ----- | ---------------------------------------- | --------------------- | --------------------- |
| 1     | «Jagged Little Pill»                     | Аланис Мориссетт      |                       |
| 2     | «Daydream»                               | Мэрайя Кэри           | #7 R&B/Hip-Hop Albums |
| 3     | «Falling Into You»                       | Селин Дион            |                       |
| 4     | «Waiting To Exhale»                      | Саундтрек             | #2 R&B/Hip-Hop Albums |
| 5     | «The Score»                              | Fugees                | #1 R&B/Hip-Hop Albums |
| 6     | «The Woman in Me»                        | Шанайя Твейн          | #1 Top Country Albums |
| 7     | «Fresh Horses»                           | Гарт Брукс            | #2 Top Country Albums |
| 8     | «Anthology 1»                            | The Beatles           |                       |
| 9     | «Cracked Rear View»                      | Hootie & the Blowfish |                       |
| 10    | «Mellon Collie and the Infinite Sadness» | The Smashing Pumpkins |                       |
| 11    | «Sixteen Stone»                          | Bush                  |                       |
| 12    | «All Eyez On Me»                         | Тупак Амару Шакур     |                       |
| 13    | «(What’s the Story) Morning Glory?»      | Oasis                 |                       |
| 14    | «Load»                                   | Metallica             |                       |
| 15    | «The Greatest Hits Collection»           | Алан Джексон          |                       |
| 16    | «E. 1999 Eternal»                        | Bone Thugs-N-Harmony  |                       |
| 17    | «R. Kelly»                               | R. Kelly              |                       |
| 18    | «New Beginning»                          | Трэйси Чэпмен         |                       |
| 19    | «Tragic Kingdom»                         | No Doubt              |                       |
| 20    | «Gangsta’s Paradise»                     | Кулио                 |                       |